# 1977年全仏オープン
1977年 全仏オープン（1977ねんぜんふつオープン、Internationaux de France de Roland-Garros 1977）は、フランス・パリにある「ローランギャロス・スタジアム」にて、1977年5月23日から6月5日にかけて開催された。

## 大会の流れ
- 男子シングルスは「128名」の選手による7回戦制で、女子シングルスは「64名」の選手による6回戦制で行われた。男女とも「1回戦不戦勝」（抽選表では“Bye”と表示）はない。
- シード選手は男子16名、女子8名。男子のシード選手について、第5シード以下は2人ずつ奇数番号のシードに割り当てる変則的なドローシートを組んだ。

## シード選手

### 男子シングルス
- 1. 　イリ・ナスターゼ　（ベスト8）
- 2. 　アドリアーノ・パナッタ　（ベスト8）
- 3. 　ギリェルモ・ビラス　（初優勝）
- 4. 　エディ・ディッブス　（2回戦）
- 5. 　ブライアン・ゴットフリート　（準優勝）　［ゴットフリート＆ラミレス、第5シードが2人］
- 5. 　ラウル・ラミレス　（ベスト4）
- 7. 　ハロルド・ソロモン　（4回戦）　［ソロモン＆ムノツ、第7シードが2人］
- 7. 　アントニオ・ムノツ　（2回戦）
- 9. 　ヴォイチェフ・フィバク　（ベスト8）　［フィバク＆スミス、第9シードが2人］
- 9. 　スタン・スミス　（4回戦）
- 11. 　コラド・バラツッティ　（1回戦）　［バラツッティ＆ルッツ、第11シードが2人］
- 11. 　ボブ・ルッツ　（1回戦）
- 13. 　ヤン・コデシュ　（4回戦）　［コデシュ＆フィヨル、第13シードが2人］
- 13. 　ハイメ・フィヨル　（1回戦）
- 15. 　バラージュ・タロツィ　（3回戦）　［タロツィ＆ジョフレー、第15シードが2人］
- 15. 　フランソワ・ジョフレー　（2回戦）

### 女子シングルス
- 1. 　ミマ・ヤウソベッツ　（初優勝）
- 2. 　キャシー・メイ　（ベスト8）
- 3. 　ヘルガ・マストホフ　（3回戦）
- 4. 　レジナ・マルシコワ　（ベスト4）
- 5. 　レナータ・トマノワ　（ベスト8）
- 6. 　レスリー・ハント　（1回戦）
- 7. 　ジャネット・ニューベリー　（ベスト4）
- 8. 　ナンシー・リッチー　（3回戦）

## 大会経過

### 男子シングルス
準々決勝
- ブライアン・ゴットフリート vs.  イリ・ナスターゼ　4-6, 3-6, 6-2, 6-2, 6-3
- フィル・デント vs.  ホセ・ヒゲラス　6-1, 6-3, 3-6, 6-7, 6-3
- ギリェルモ・ビラス vs.  ヴォイチェフ・フィバク　6-4, 6-0, 6-4
- ラウル・ラミレス vs.  アドリアーノ・パナッタ　7-6, 6-3, 7-5

準決勝
- ブライアン・ゴットフリート vs.  フィル・デント　7-5, 6-3, 7-5
- ギリェルモ・ビラス vs.  ラウル・ラミレス　6-2, 6-0, 6-3

### 女子シングルス
準々決勝
- ミマ・ヤウソベッツ vs.  パム・ティーガーデン　7-5, 6-4
- レジナ・マルシコワ vs.  レナータ・トマノワ　7-6, 6-7, 6-3
- フロレンツァ・ミハイ vs.  リンキー・ボショフ　6-3, 4-6, 7-5
- ジャネット・ニューベリー vs.  キャシー・メイ　6-4, 5-7, 6-2

準決勝
- ミマ・ヤウソベッツ vs.  レジナ・マルシコワ　6-1, 3-6, 6-3
- フロレンツァ・ミハイ vs.  ジャネット・ニューベリー　7-6, 6-3

## 決勝戦の結果
- 男子シングルス： ギリェルモ・ビラス vs.  ブライアン・ゴットフリート　6-0, 6-3, 6-0
- 女子シングルス： ミマ・ヤウソベッツ vs.  フロレンツァ・ミハイ　6-2, 6-7, 6-1
- 男子ダブルス： ブライアン・ゴットフリート＆ ラウル・ラミレス vs.  ヴォイチェフ・フィバク＆ ヤン・コデシュ　7-6, 4-6, 6-3, 6-4
- 女子ダブルス： レジナ・マルシコワ＆ パム・ティーガーデン vs.  ヘレン・グーレイ・コーリー＆ レイニ・フォックス　5-7, 6-4, 6-2
- 混合ダブルス： ジョン・マッケンロー＆ メアリー・カリロ vs.  イワン・モリナ＆ フロレンツァ・ミハイ　7-6, 6-3